# Spökboll

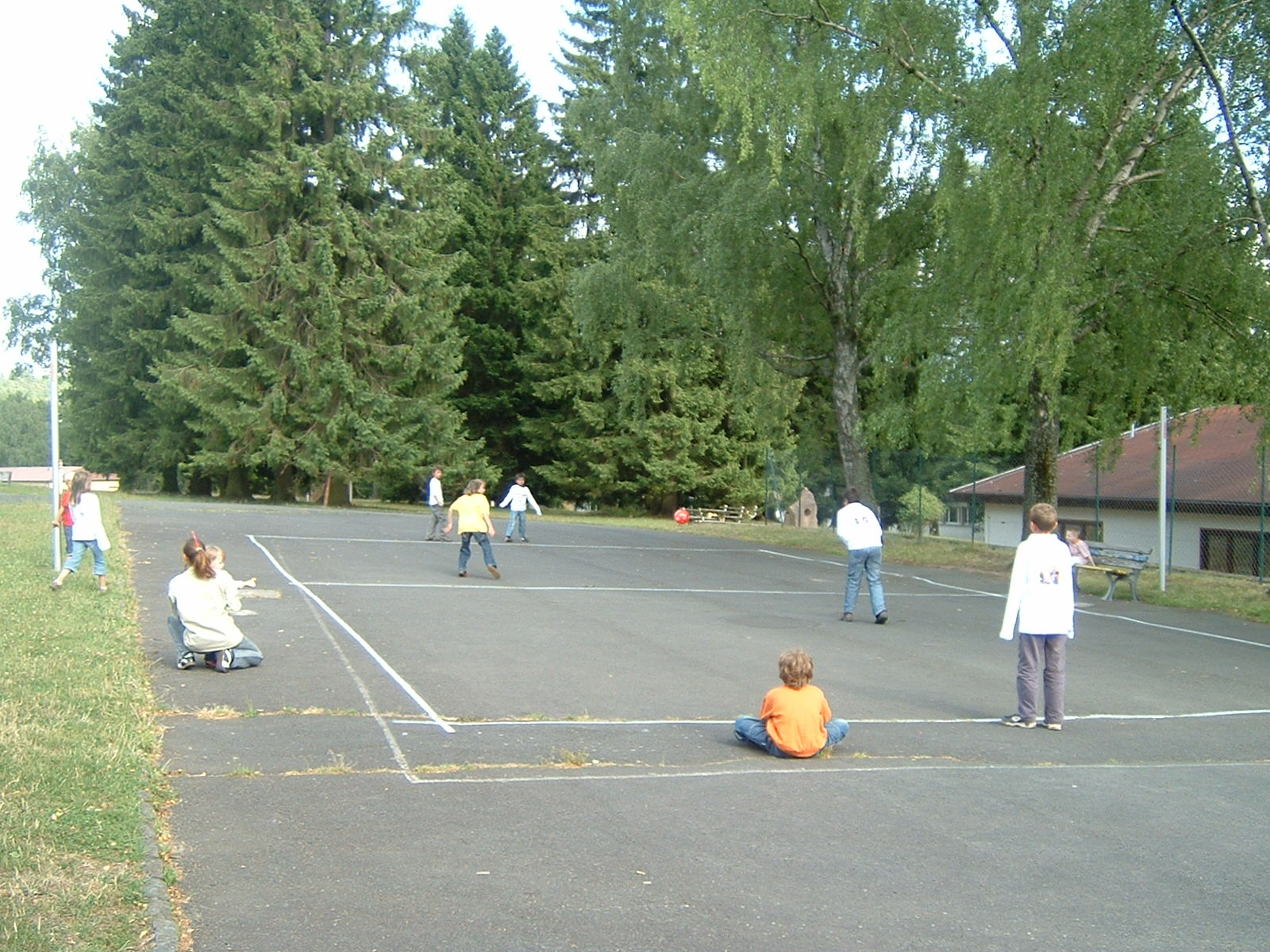
Völkerball, en tysk motsvarighet.

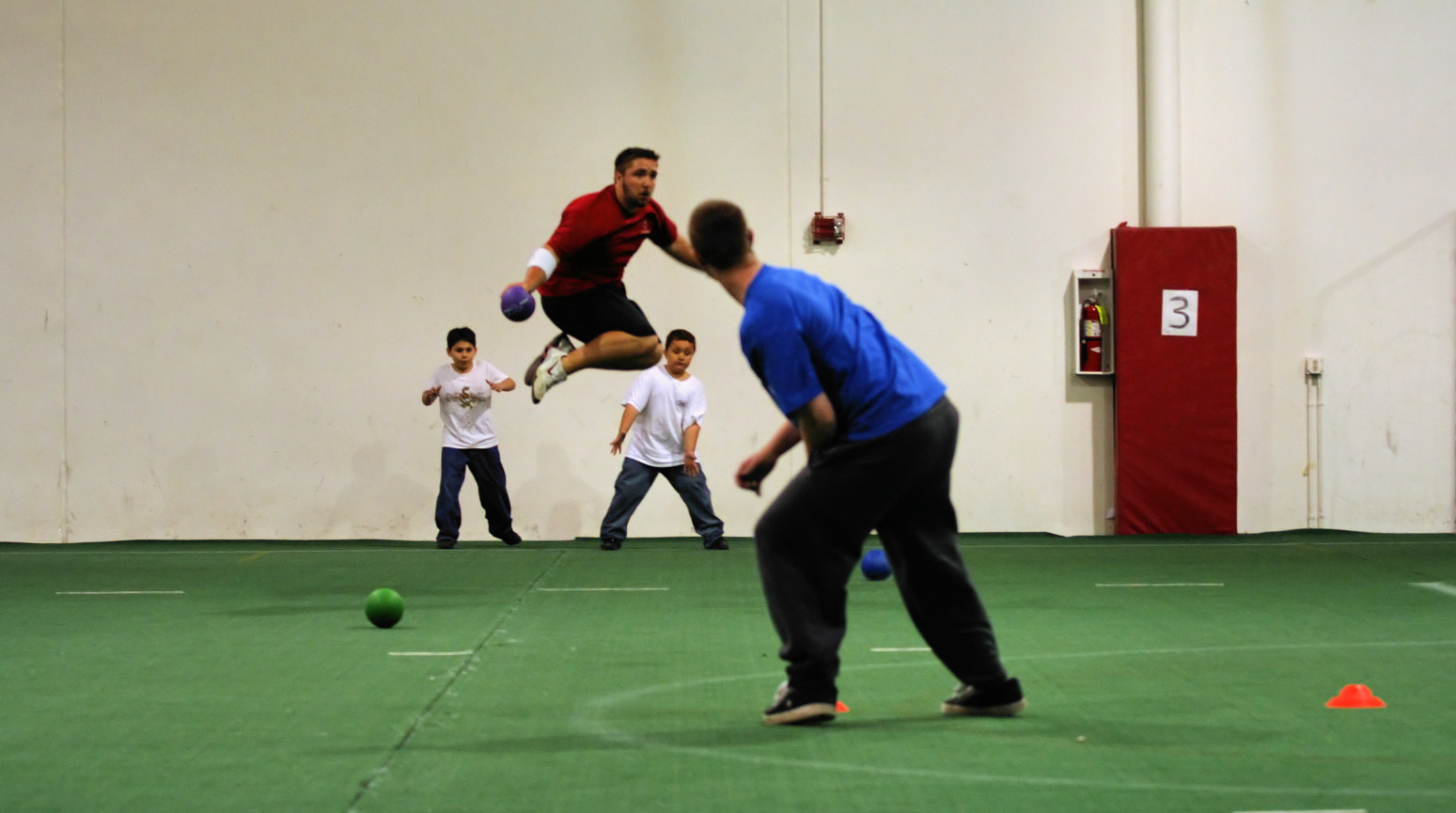
Dodgeball kallas en amerikansk variant.

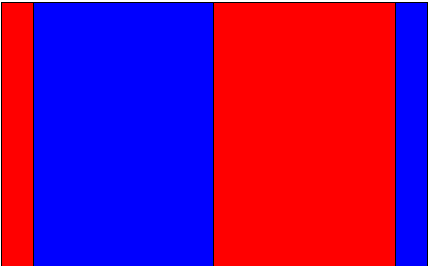
Uppdelning av spelplanen för rött och blått lag. Längst ut finns avdelningarna för "spökena".

Spökboll eller gränsbrännboll (i Finland även koddboll, kodda och brännboll) är ett bollspel med två lag. Den är ett ofta förekommande inslag på idrottslektionerna i skolorna, men det finns även organiserade turneringar med professionella spelare.
Dodgeball är en amerikansk variant av spökboll eller jägarboll. Dodgeball spelas ofta i amerikanska skolor och gymnasium, men också i turneringar, och professionella spelare finns.

## Grundregler
Spelytan delas in i två planhalvor, oftast av bänkar. Dessutom finns det bakom och/eller på sidorna om varje planhalva en avdelning för spöken från det motsatta laget. Planen blir alltså uppdelad i fyra zoner - två för "levande" och två för "spöken".
I spökboll handlar det om att bränna motståndarna. Den första som blir bränd blir det första spöket.
En (levande) spelare bränns genom att bli träffad av boll som en ur motståndarlaget kastat (normalt endast om bollen träffar kroppen utan att ha studsat före träffen, huvud, händer och armar hör till kroppsdelar som av vissa anses fria och där kan man ej bli bränd). Då blir hon/han spöke och ställer sig i spökavdelningen bakom motståndarna.
Spelet är slut när alla spelare i det ena laget har blivit spöken. Det andra laget har då vunnit.

## Andra regler
I Finland förekommer många populära varianter, bland annat völkerboll.
Dessa regler förekommer/kan förekomma:
- Träff mot huvudet är inte giltigt (för att förhindra hjärnskador)
- Träff mot hand är aldrig giltigt
- Man måste stå still när man håller i boll, såvida man inte är ensam kvar i sitt lag
- När man fångar lyra (om man inte är spöke) bränns motståndaren som kastade bollen (om motståndaren är spöke händer ingenting)
- En plint står i mitten av varje planhalva som skydd
- Ett spöke "återuppstår" genom att bränna en ur motståndarlaget/fånga lyra på boll som en levande spelare ur spökets lag kastar till spökena
- Spökzonerna flankerar även motståndarplanen på höger- och vänsterkanten
- Träff mot det manliga könsorganet är ogiltigt och den som skjuter bir automatiskt tagen